# قلعه خراشاد
بقایای قلعه خراشاد مربوط به قرن ۱۱ تا ۱۳ ه.ق است و در شهرستان بیرجند، بخش مرکزی، دهستان باقران، روستای خراشاد واقع شده و این اثر در تاریخ ۸ بهمن ۱۳۸۵ با شمارهٔ ثبت ۱۷۰۶۴ به عنوان یکی از آثار ملی ایران به ثبت رسیده است.